# Сан-Педро-Сула (аеропорт)
Міжнародний аеропорт імені Рамона Вільєди Моралеса (IATA: SAP, ICAO: MHLM) — міжнародний аеропорт, розташований за 11 кілометрів (7 миль) на південний схід від міста Сан-Педро-Сула, в департаменті Кортес (Гондурас).
Аеропорт названий на честь Рамона Вільєди Моралеса, який обіймав посаду президента Гондурасу з 1957 по 1963 рік. Це найбільший і найзавантаженіший аеропорт Гондурасу, який обслугував близько 1 022 924 пасажирів у 2018 році. Аеропорт також обслуговує близько 150 рейсів на міжнародному та внутрішньому рівні. Аеропорт забезпечує коротке сполучення з такими туристичними пам'ятками, як Ла-Сейба, а також карибським островом Роатан і містом Тела.